# Piz Beverin
Le Piz Beverin est un sommet du massif des Alpes lépontines à 2 998 m d'altitude, dans le canton suisse des Grisons.
Il se situe plus précisément à l'extrême est de l'Adula (partie orientale des Alpes lépontines, à l'est du col du Saint-Gothard).
Contrairement aux sommets situés plus au sud du massif, il est constitué de roches calcaires.
Le sommet est parfois surnommé le mont des Bœufs.

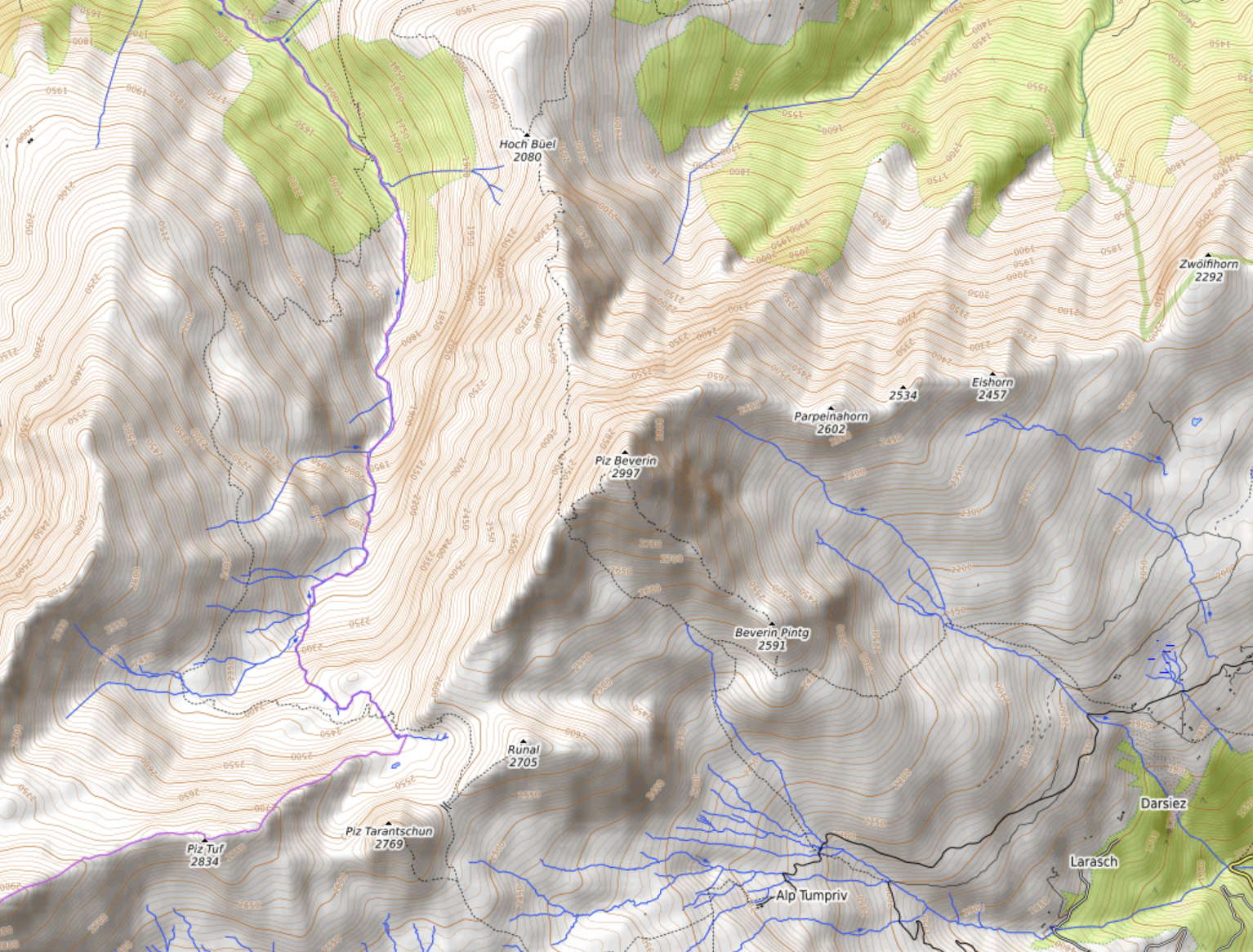
Carte topographique.